# Castello dei Solaro
Il castello dei Solaro è situato a Villanova Solaro, in provincia di Cuneo a soli 40 km da Torino, è stata una fortezza molto importante essendo al confine tra i territori dei Principi D'Acaja e il Marchesato di Saluzzo, praticamente in guerra dal 1259 al 1601 con il trattato di Lione.

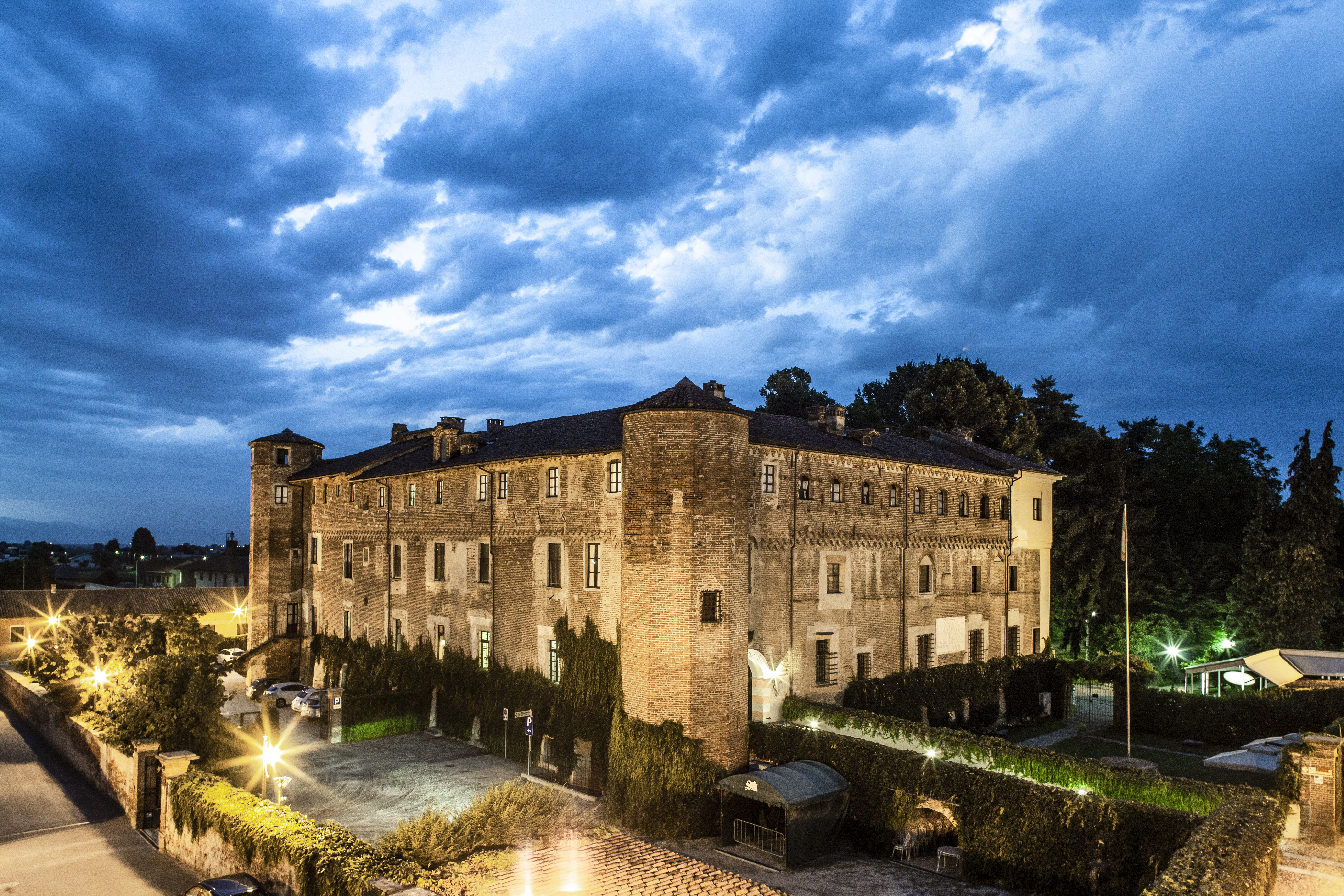
Castello dei Solaro in notturna

Il Castello dei Solaro è stato luogo di villeggiatura, ospedale, scuola ed ora è una location adibita soprattutto alle feste di matrimonio

## Storia

### Il periodo degli Acaja

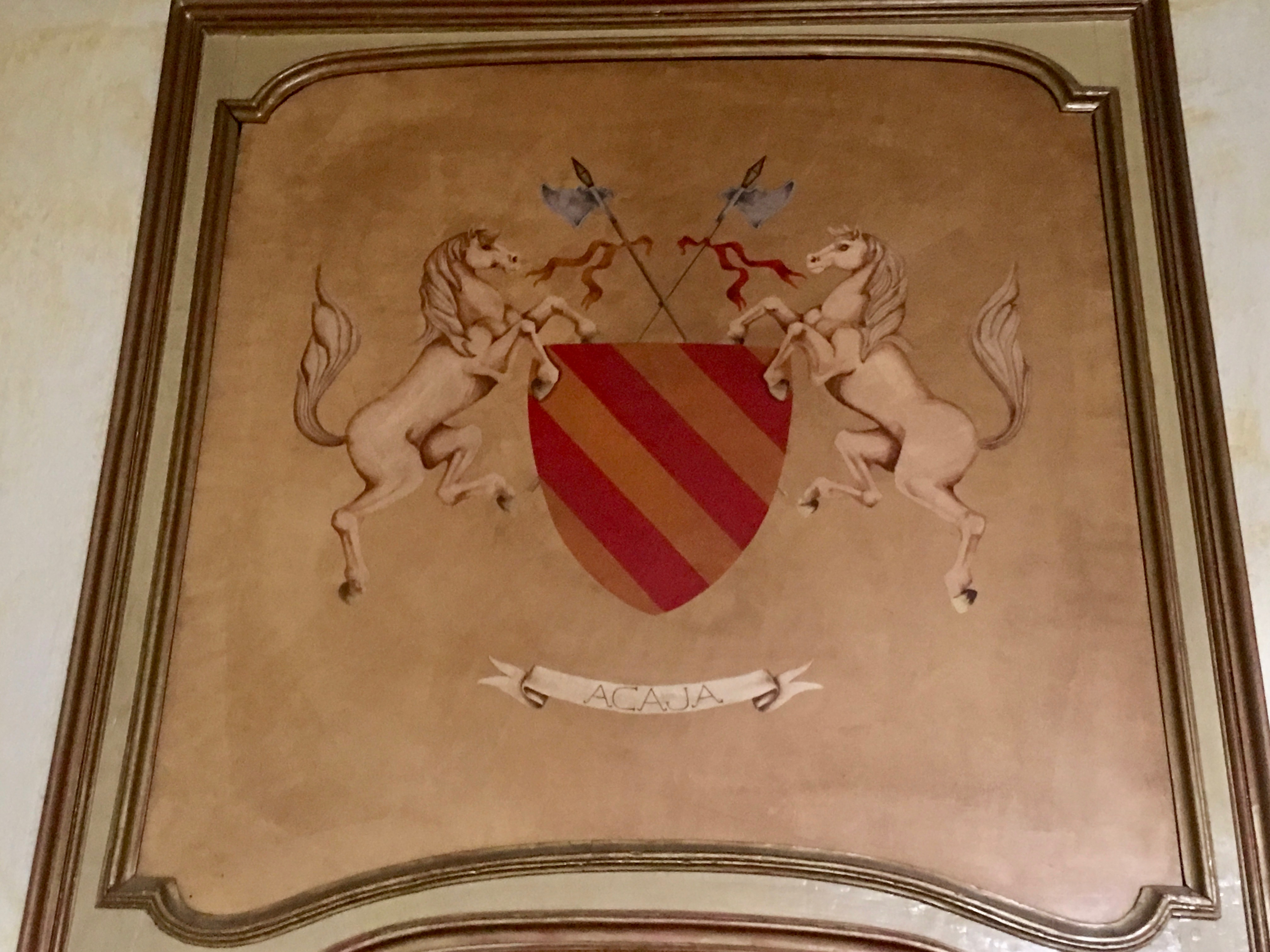
Stemma dei Principi d'Acaja

Non si ha una data certa della sua prima costruzione: la citazione "Castrum Villanove" compare in un atto del 1259 in cui Oberto di Villanova giurava fedeltà al marchese Tommaso I di Saluzzo, ma fu di certo fatto ricostruire nel 1295 da Filippo di Savoia principe d'Acaja che l'aveva ricevuto da suo zio Amedeo V insieme a tutte le terre a sud di Rivoli.
Sicuramente prima del castello attuale ne esisteva uno più antico.
Divenne importantissimo come avamposto per proteggere dal confinante potente marchesato di Saluzzo. La sua forma è quadrata con quattro torri sporgenti agli angoli per proteggere meglio le sue mura circondate da un ampio fossato fatto costruire nel 1327 con l'aiuto dei Savoia di Torino, la stessa forma della dimora dei Principi d'Acaja a Fossano, i lavori di fortificazione per difendere meglio i cittadini dalla vicino Marchesato di Saluzzo durò circa 2 anni fino al 1329.
Nel 1332 "Villanova di Moretta" passò ai marchesi del Carretto, che a sua volta lo cedettero nel 1335 alla famiglia dei Falletti.
Nel 1334 la cittadina di Villanova venne presa e data alle fiamme dalle truppe del Monferrato del marchese Federico di Saluzzo alleata con la famiglia Angiò di Asti, due settimane dopo questo evento, il 25 settembre 1334, il principe Filippo d'Acaja morì.
Nel 1335 la vedova di Filippo d'Acaja, Caterina di Vienne, cedette anche la giurisdizione ed i redditi del feudo ai fratelli Emanuele e Leone per 3 000 fiorini d'oro.
Nel 1336 tornò in possesso della famiglia Acaja in cambio del feudo di Ruffia.

### Il periodo dei Savoia

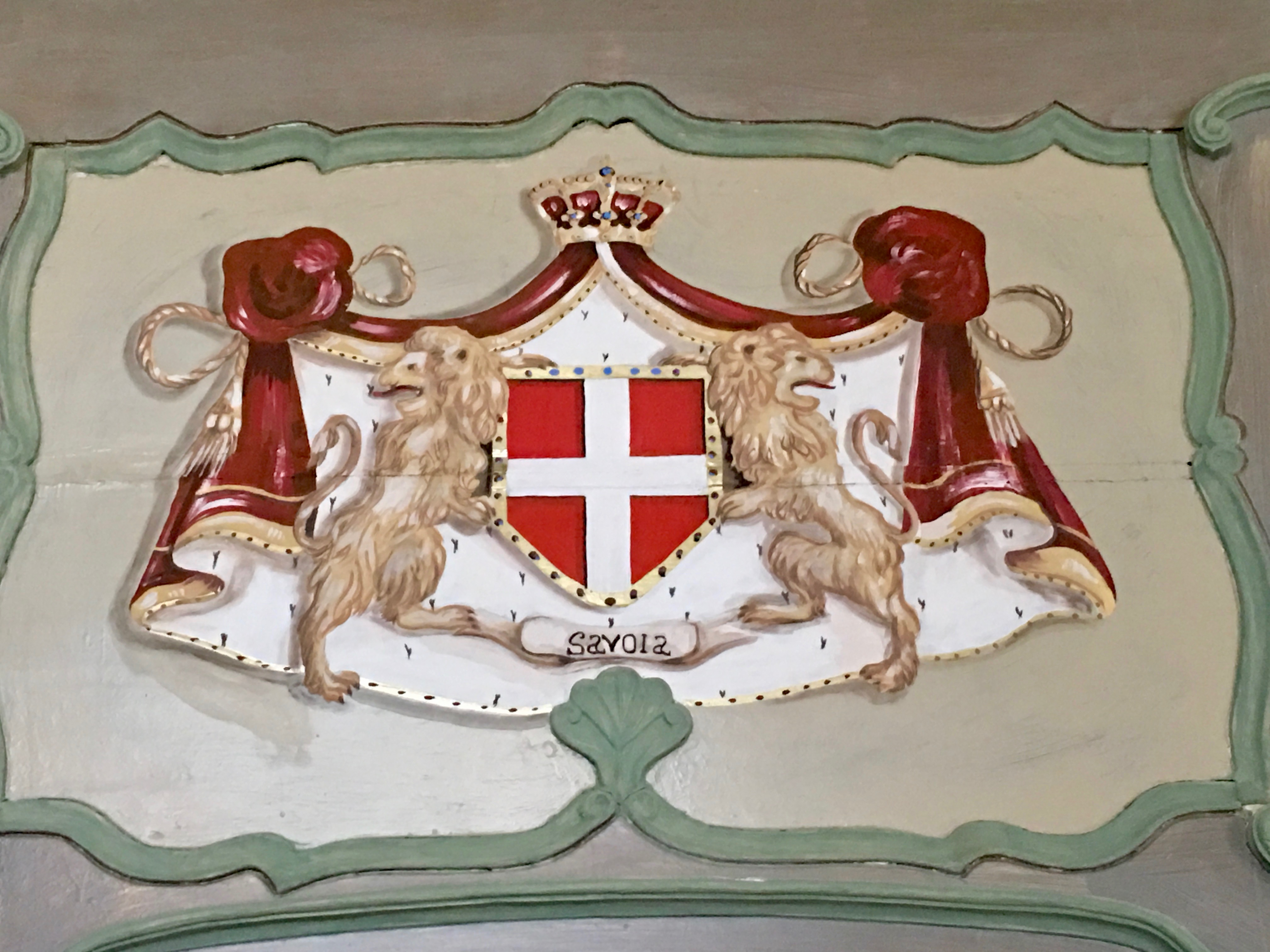
Stemma reale dei Savoia

Ecco che compare per la prima volta il nome dei Solaro, nel 1362 gli Acaja vendettero il feudo di Villanova per 21 000 fiorini d'oro all'antica famiglia patrizia astigiana dei Solaro che diede il nome dopo l'Unità d'Italia alla cittadina in Villanova Solaro.
Nel 1486 il castello assunse di nuovo importanza al tempo della guerra tra i Savoia ed il marchesato di Saluzzo vi si concentrò un grande parco di artiglieria pesante portate dai paesi vicini preparandosi all'assedio ed alla conquista della capitale Saluzzo che fu portata a termine l'anno seguente il 2 aprile 1487.
Nei primi mesi del 1501 ospitò una compagnia di Lance di Chatillon per accordo di Luigi XII con Emanuele Filiberto II che stavano preparando un esercito per tentare l'invasione milanese.

### Il periodo dei Solaro

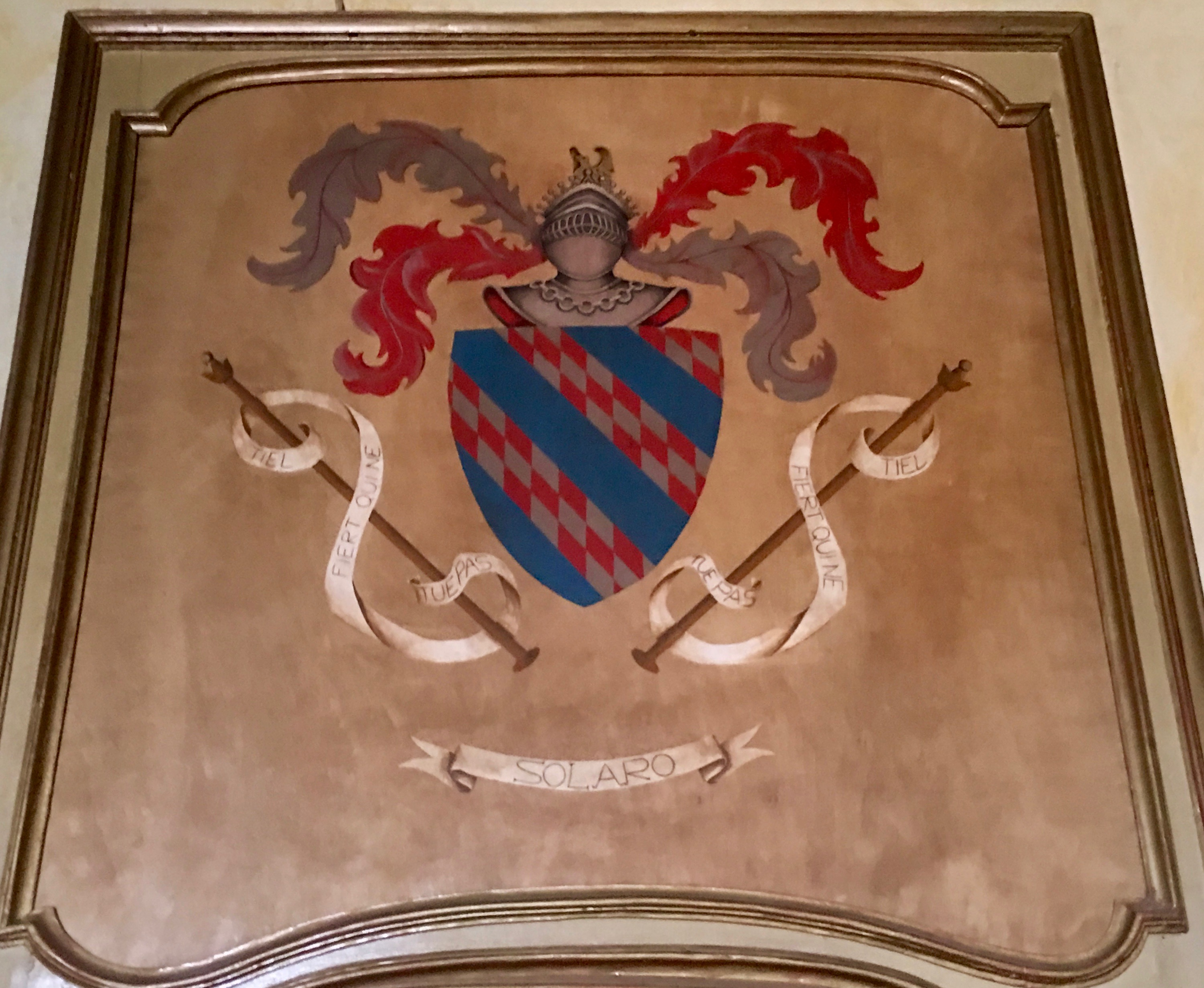
Stemma dei Solaro

Nel 1505 Bartolomeo Solaro il capostipite dei Solaro cominciò a rendere più leggiadro il castello, facendo togliere il fossato che circondava il Castello ed abbassando le torri, soprattutto quella principale che venne dimezzata all'altezza del tetto essendo oramai entrati nel epoca della polvere da sparo.
Nel 1536 l'esercito francese di Francesco I invase il Piemonte e tra i capitani c'era il marchese di Saluzzo che dopo la vittoria ricevette indietro tutti i terreni che gli erano appartenuti e il 24 maggio 1536 Bartolomeo Solaro giurò fedeltà al marchese Francesco.
Dopo il trattato di Lione del 1601 le terre del marchesato passarono definitivamente sotto il dominio dei Savoia, a quei tempi oramai il castello perse la sua importanza militare e divenne più un luogo di villeggiatura dalla "grande" città di Saluzzo, rimase comunque sempre in possesso della famiglia dei Solaro.
L'ultima erede dei Solaro fu la contessa Eufrasia Solaro figlia di Clemente Solaro e moglie del Conte Valperga ebbe una figlia che morì a 15 anni nel 1835, la contessa Eufrasia cambiò completamente la struttura facendo demolire l'ala est del castello e due delle quattro torri e abbellendolo con un parco con un viale di tigli ed una cinta di mattoni, ricavata usando i mattoni delle torri.

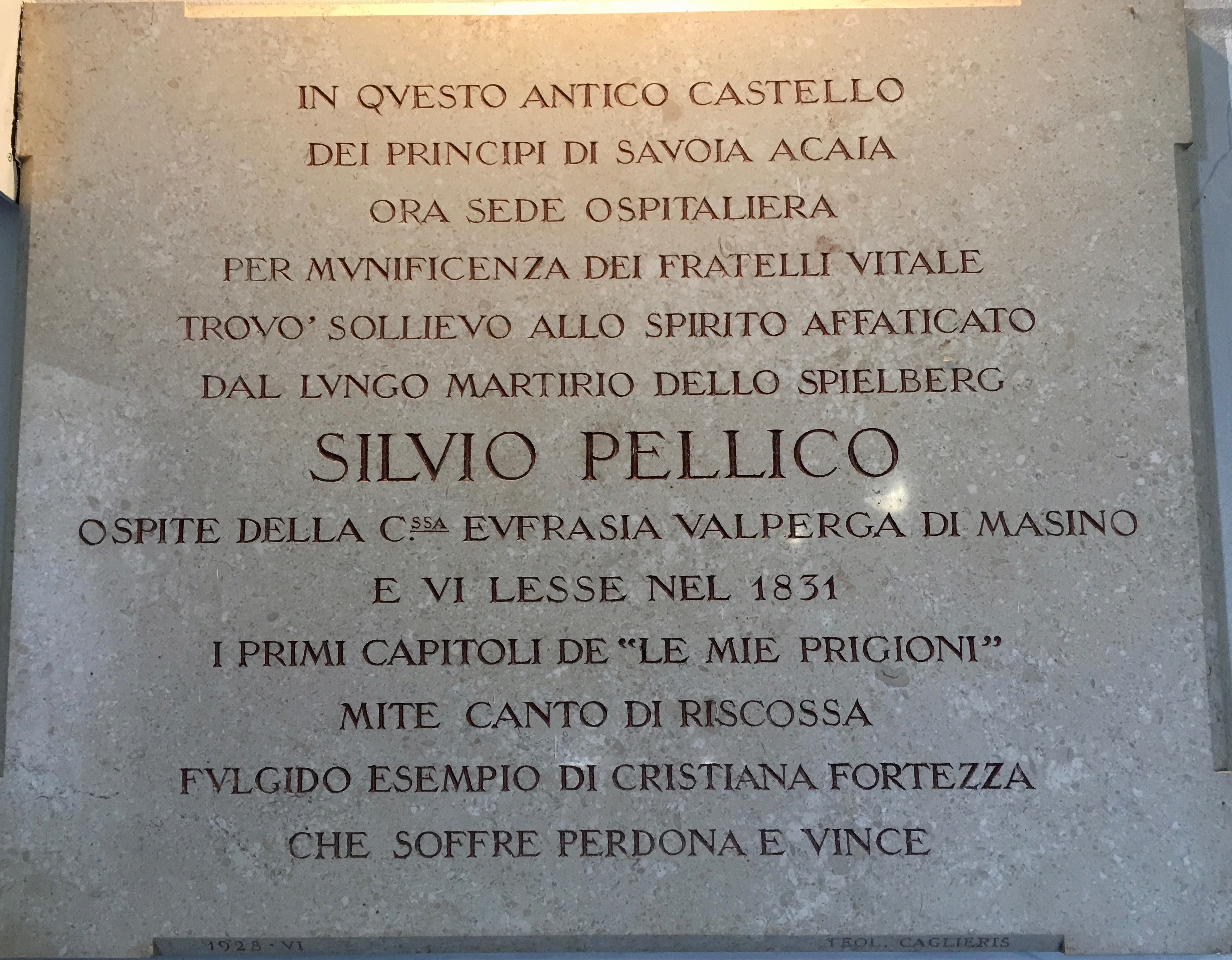
Inmemorial di Silvio Pellico

Nel 1831 ospitò l'illustre patriota Silvio Pellico reduce dal carcere dello Spielberg dove lesse a conoscenti i primi capitoli del suo libro Le mie prigioni.

### Il periodo dei Vitale

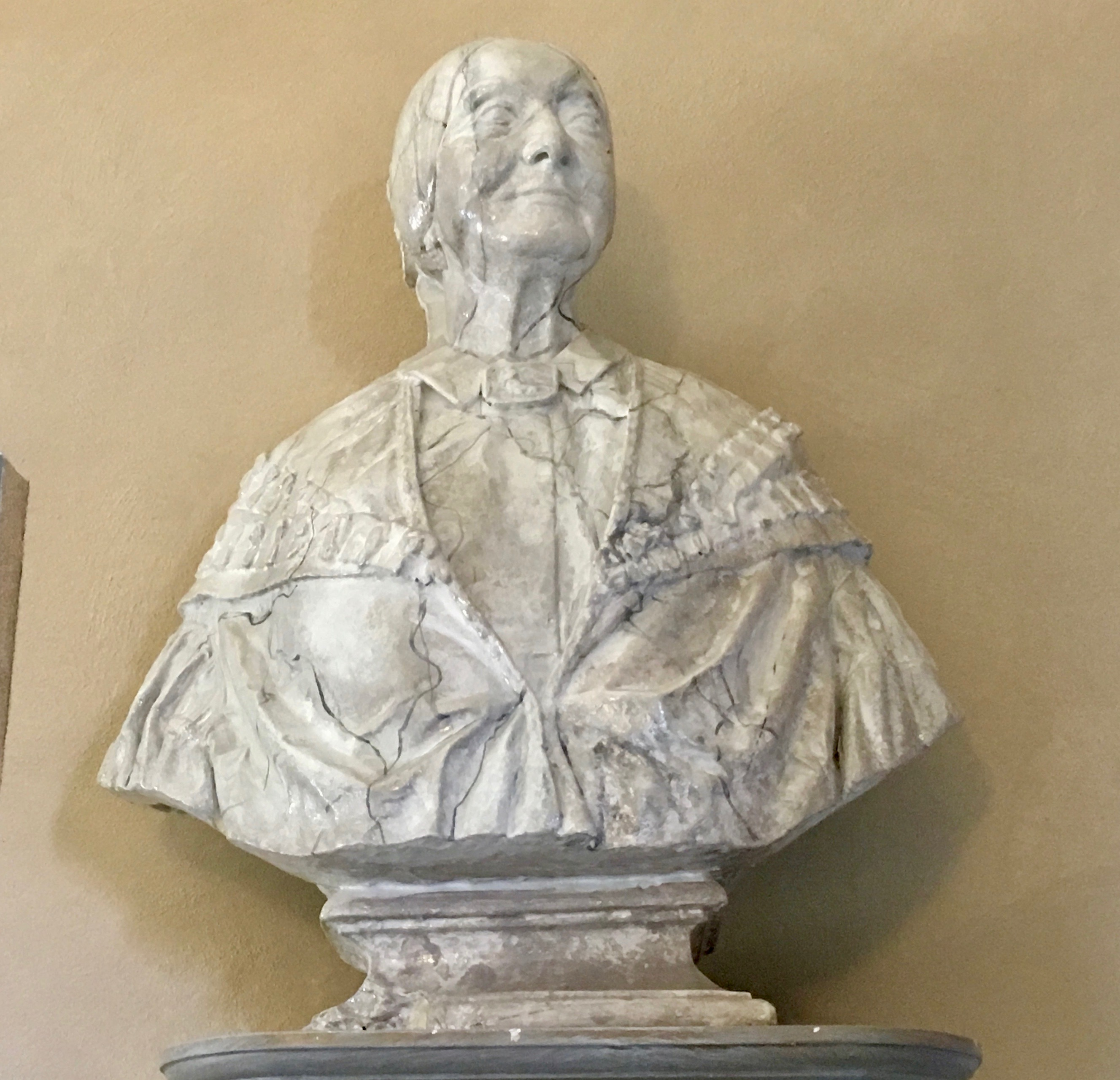
Contessa Eufrasia

il 17 marzo 1899 l'ultimo proprietario privato cav. Cesare Vitale ha redatto un testamento per lasciare dopo la sua morte il castello come ospedale destinato a poveri infermi cronici nati nel comune o in quelli limitrofi, morì l'anno dopo nel 1900.
Nel 1908 apri l'Ospedale Vincenzo Ferreri, che rimase aperto fino al 1927.
Dopo tale data divenne proprietà dell'ente a scopo benefico IPAB, che lo mise a disposizione per la comunità di Villanova Solaro come scuola per gli abitanti del luogo e ritrovo cittadino fino al 1985 quando venne chiuso per inagibilità.

### Il periodo dei Ronco

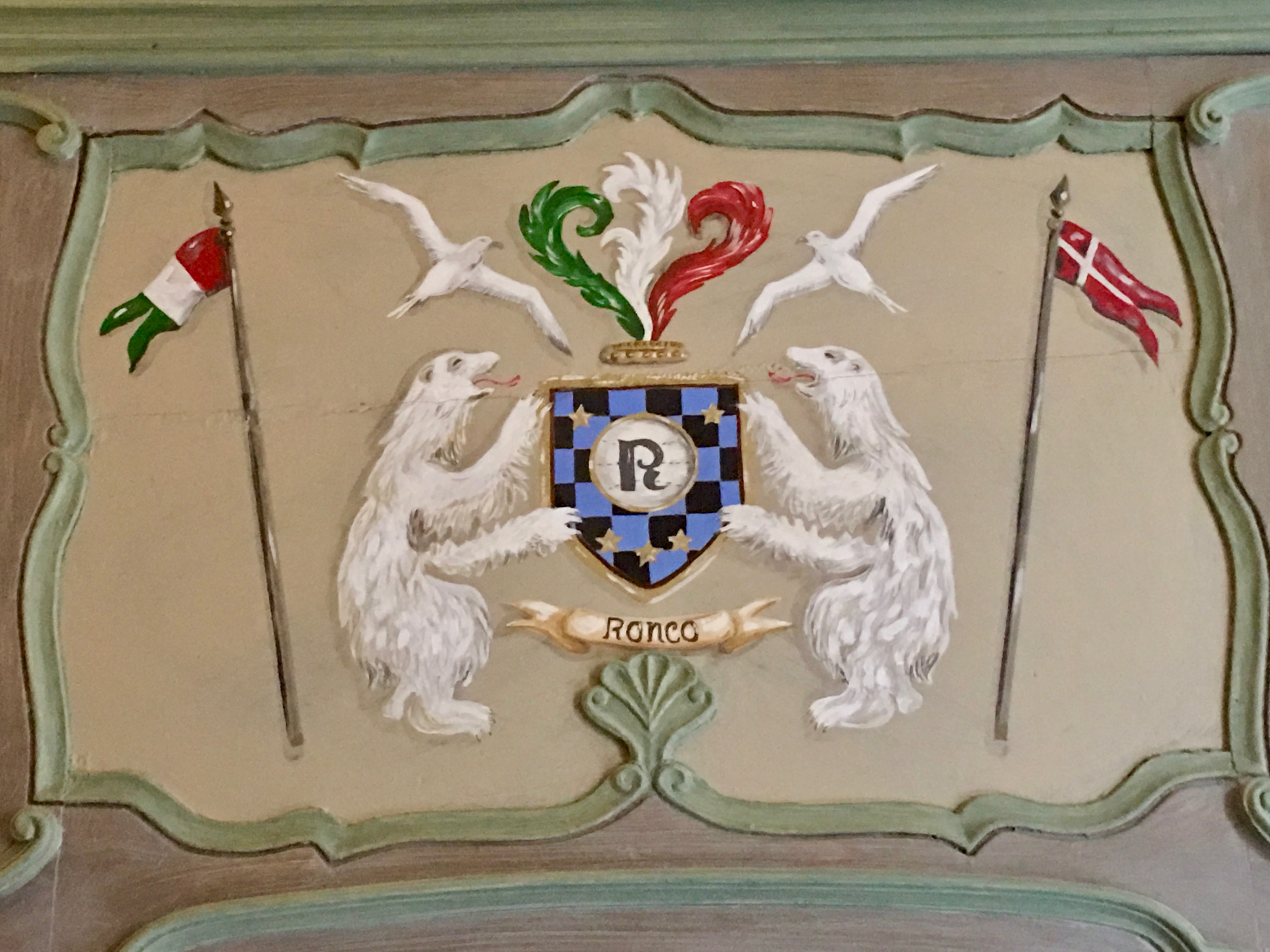
Stemma dei Ronco

Nel 1995, con un accordo tra l'ente IPAB, il comune e gli imprenditori della famiglia Ronco, passa in mano alla società "Castello dei Solaro snc" e viene trasformata in abitazione privata e dopo due anni di ristrutturazione, nel 1997, apre il ristorante al pubblico.
Dal 2001 la società è passata a Danilo Ronco e a sua moglie Loredana Sandrone che l'hanno trasformata in una location adibita a banchetti di matrimonio.

## L'interno

### La struttura

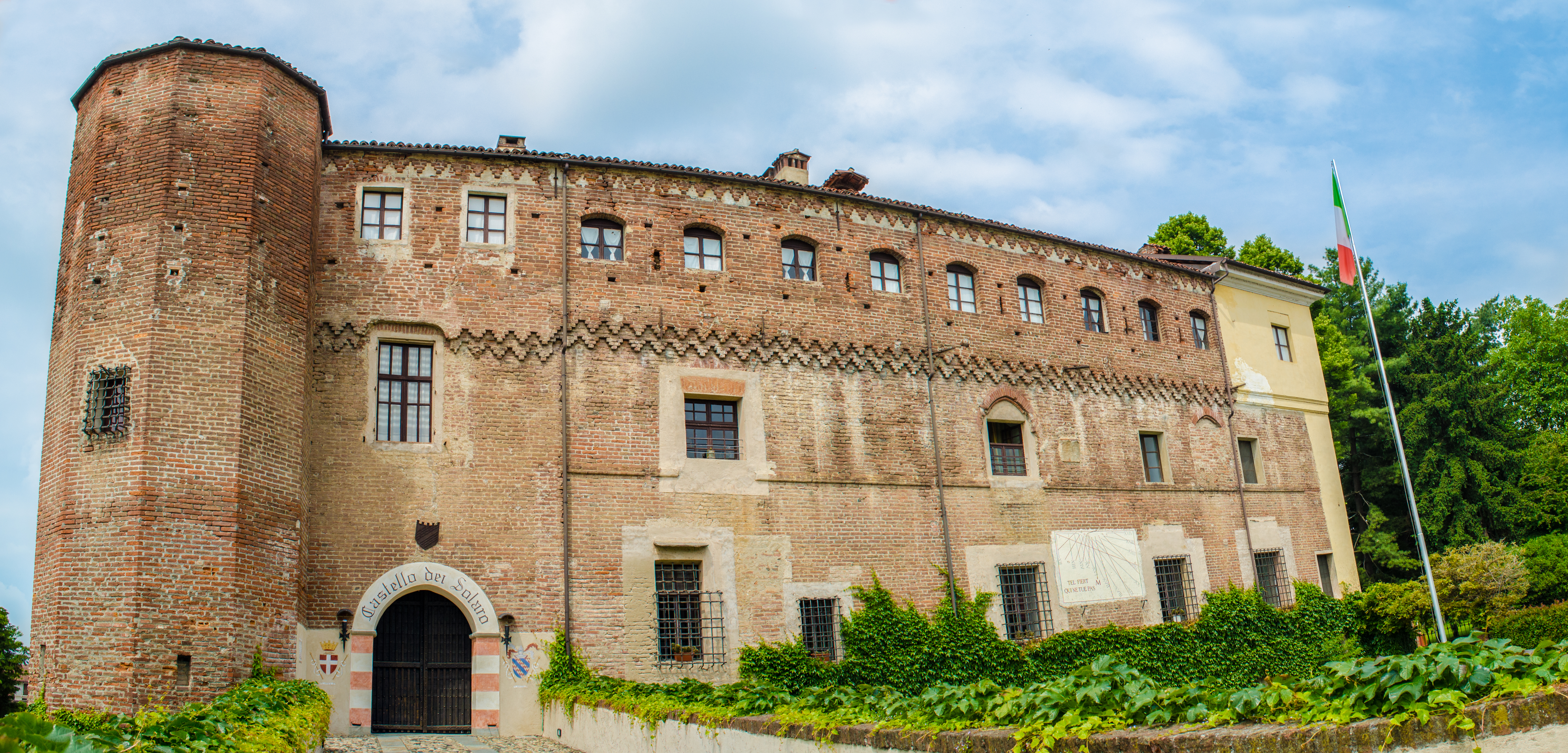
Castello dei Solaro

Anticamente la struttura era circondato da un ampio fossato da cui si accedeva solo tramite un ponte levatoio ora è in muratura. la caratteristica più evidente sono le 2 torri (anticamente erano 4) che sono sporgenti rispetto alle mura del castello e questa accortezza architettonica faceva in modo che se anche il nemico riusciva ad attraversare il fossato ed arrivare alle mura era sempre possibile colpirlo essendo sempre a portata di tiro dei difensori del maniero.

La torre maestra posta al lato del ingresso in realtà era molto più alta circa 30 m. per poter vedere lontano nella pianura circostante, ma quando ci fu l'avvento della polvere da sparo Bartolomeo Solaro decise di abbassarla fino all'altezza del tetto attuale cioè 20 m.

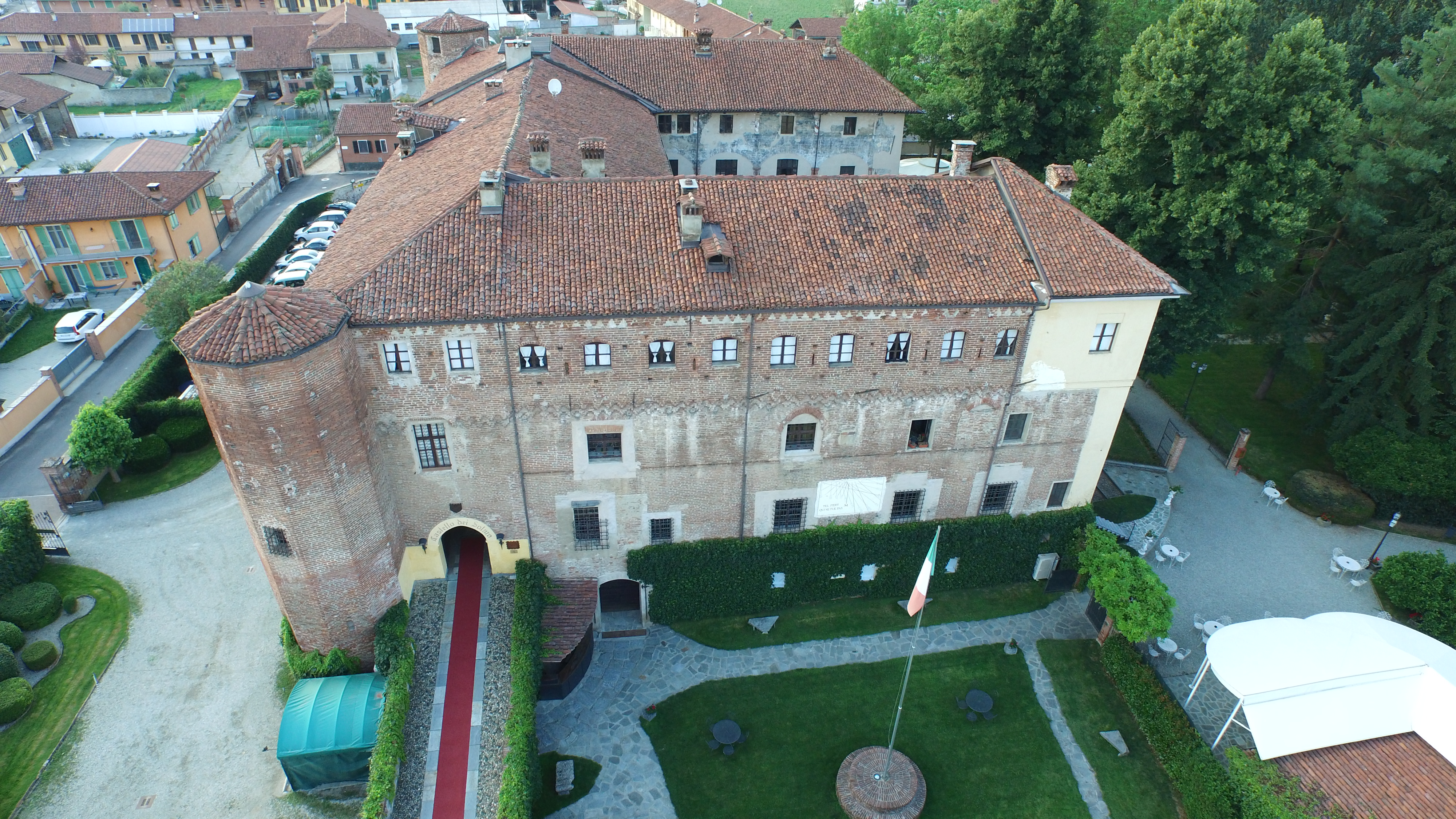
Castello dei Solaro vista aerea

Nel 1828 la Contessa Eufrasia fece demolire le 2 torri sul lato del parco, per avere una vista migliore dalla corte del castello e con i mattoni ricavati dalla demolizione fece costruire la cinta muraria che esiste ancora

### I corridoi

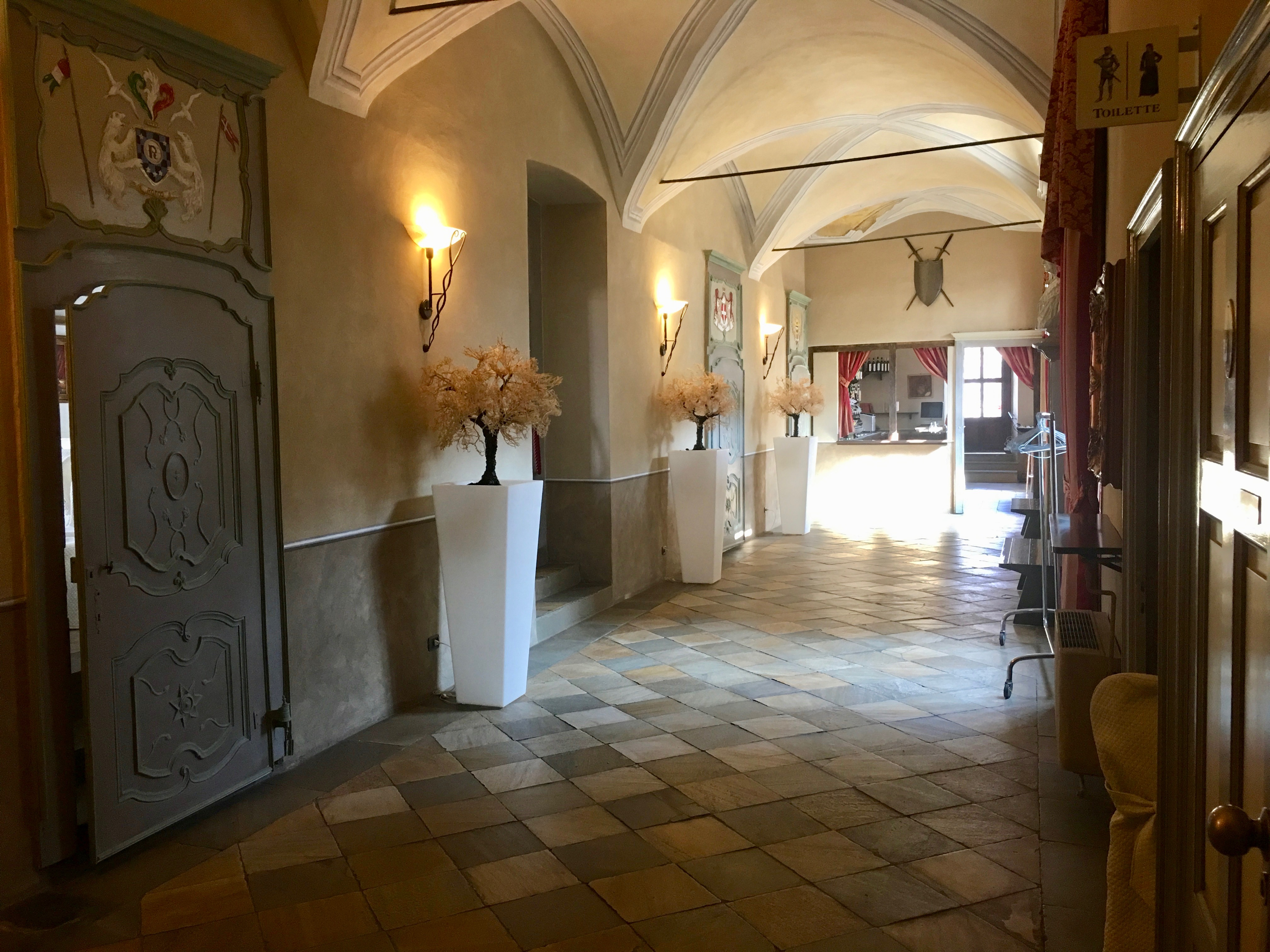
Corridoi della dimora del castello dei Solaro

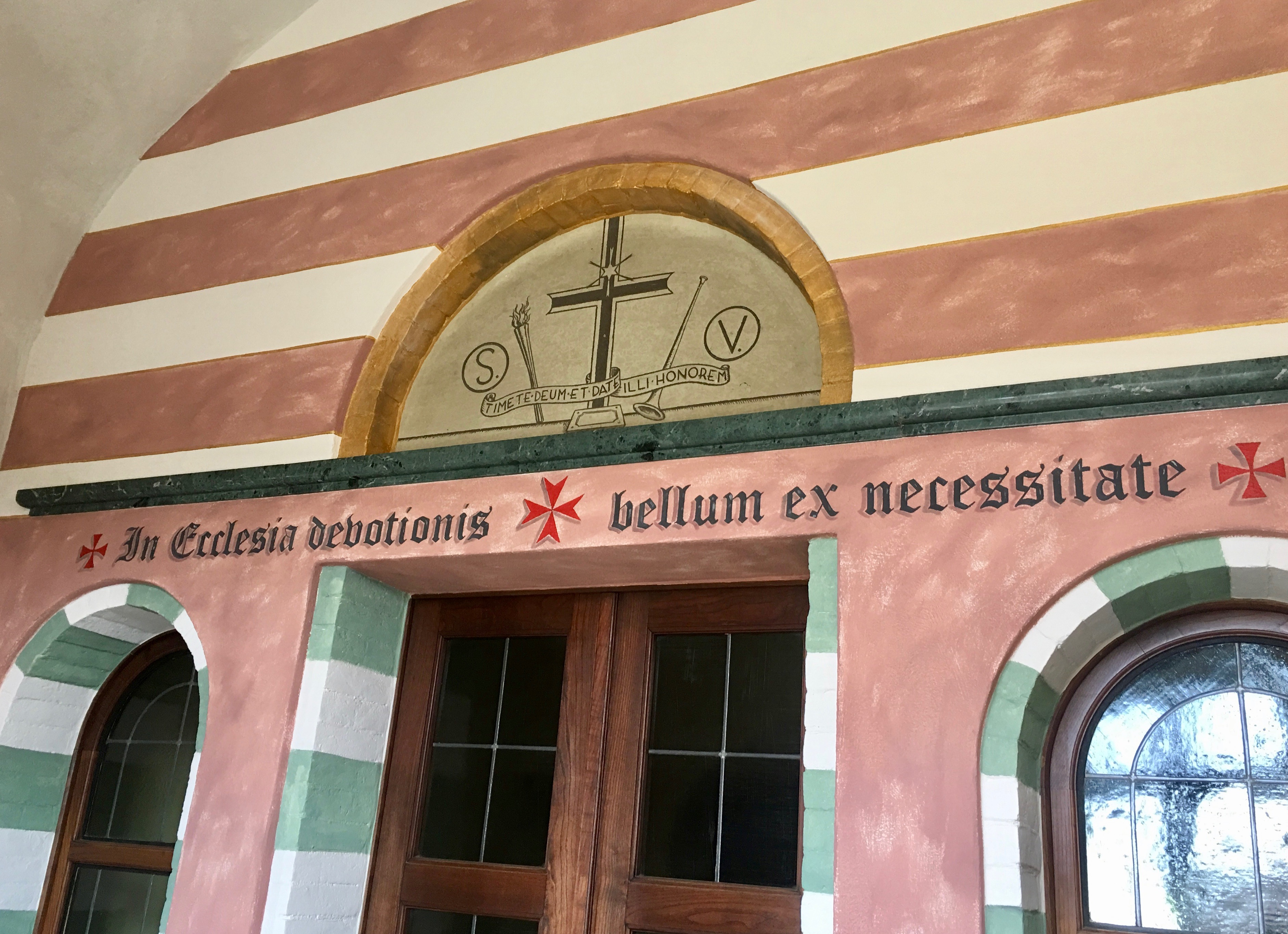
Chiesetta privata dei conti Solaro

Entrando nel primo corridoio si trova la lapide in marmo a memoria di Silvio Pellico a ricordo della sua permanenza al castello dei Solaro ospite della contessa Eufrasia nel 1832, proseguendo sulla destra la Chiesetta privata dei signori del castello rimasta in funzione fino al 1980, dietro l'altare un affresco di ignoto che rappresenta il feudo dei Solaro con il castello ed il Monviso sullo sfondo 

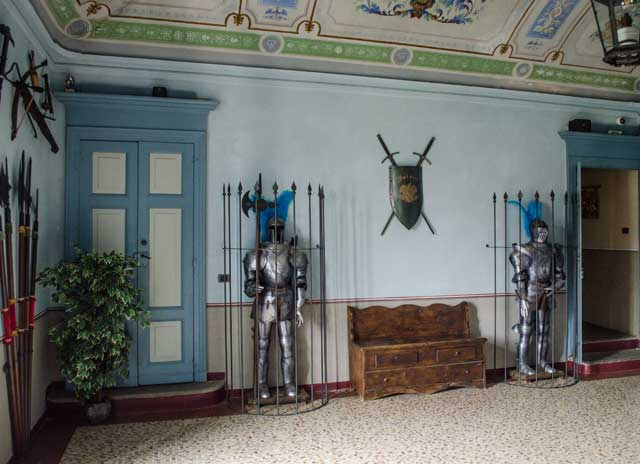
Salone delle Battaglie

passato la chiesetta si apre "la sala delle Battaglie" con soffitti dipinti con immagini di battaglie, è un piccolo museo delle armi con armature, balestre, asce e alabarde
Poi si entra nella dimora attraverso un corridoio con i stemmi sui sovrapposta rappresentanti i casati delle famiglie Ronco - Acaja - Savoia e Sandrone, il pavimento è del 1400 con grandi piastrelle di pietra "Barzolina" tagliata a mano sulla sinistra si trova la Sala Filippo d'Acaja sulla desta "La corte degli Acaja"

### La Sala Rosa

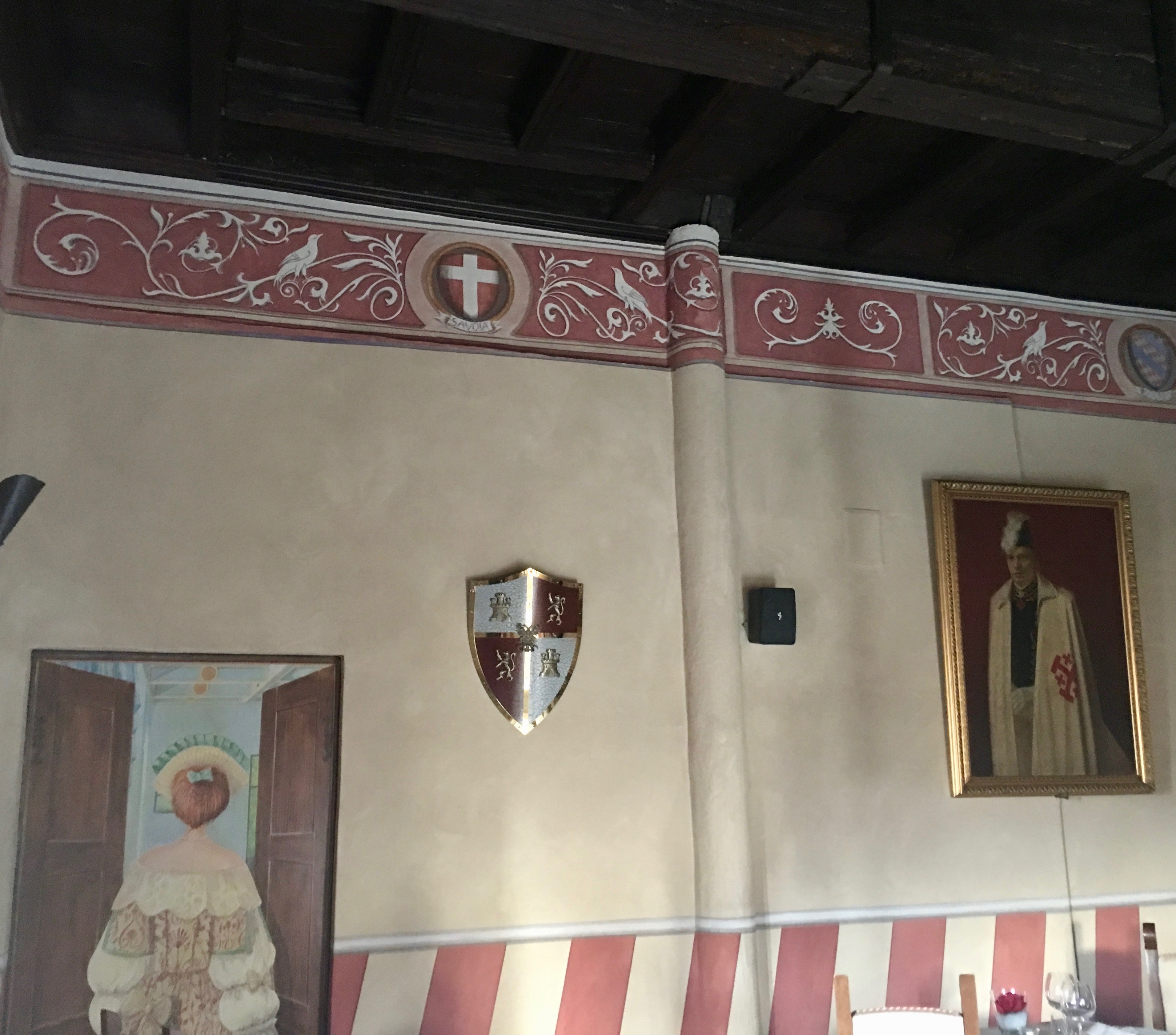
La sala Rosa

La sala più piccola della Dimora, il salottino della Contessa, prende il nome dal colore di fondo della tinta dei muri è stata completamente restaurata nel 2005
ha i soffitti completamente cassonati con legno di noce nazionale del 1400 al di sotto del quale c'è un fregio che è intervallato dalle immagini di Alberto, Sofia, Loredana Sandrone e Danilo Ronco

### La sala Filippo d'Acaja

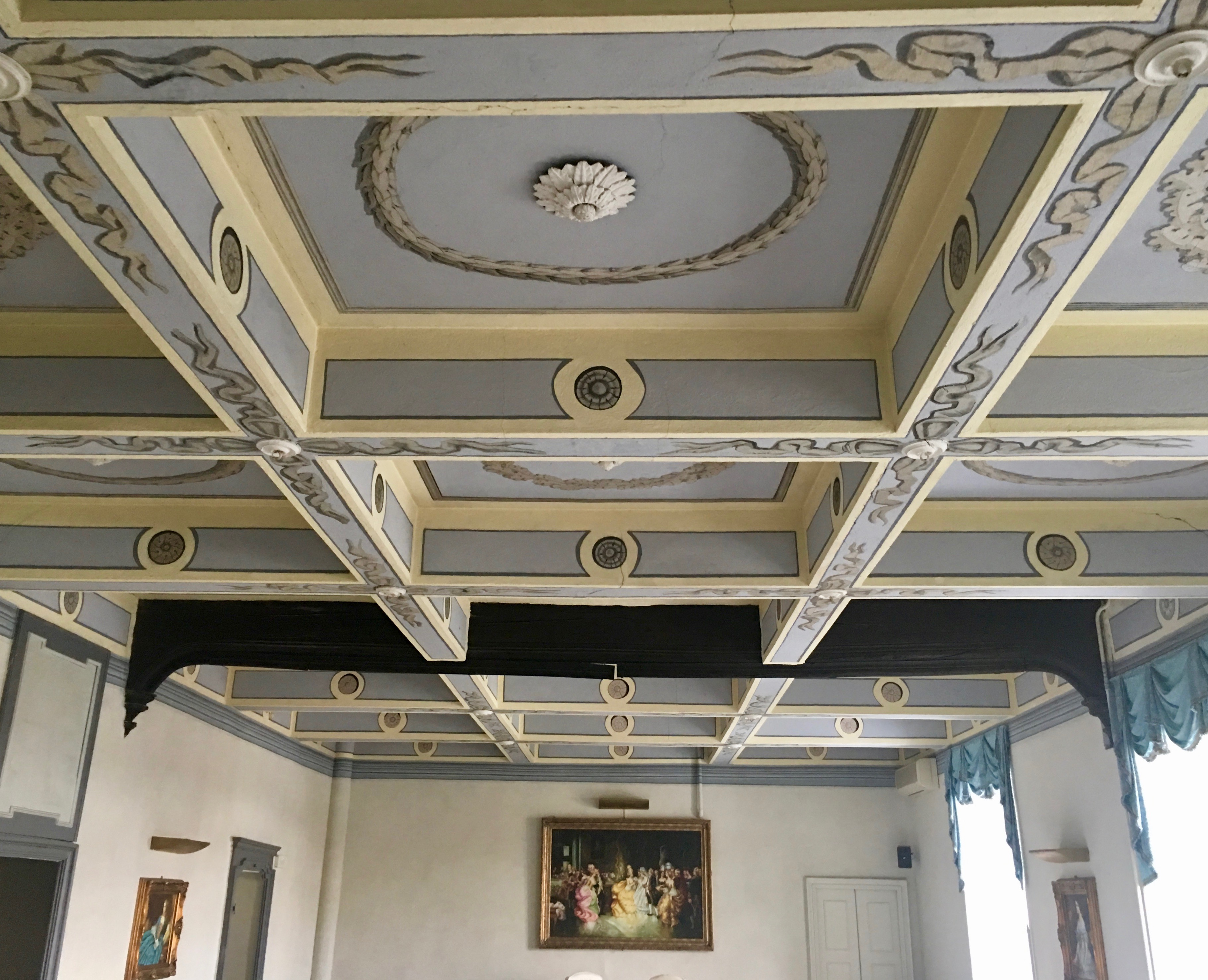
Soffitto a cassettoni della sala Filippo d'Acaja

La sinistra del corridoio principale nell'ala Nord del castello si apre sulla sala Filippo d'Acaja, la sala ha cassettoni affrescati del 1700 con tonalità sul blu e creme raffiguranti delle ghirlande questi a sua volta coprono cassonetti di legno di noce nazionale risalenti al 1300
Era la sala Baronale in cui i conti ricevevano i propri ospiti venuti in visita ed usata per le cene più importanti del feudo
La Sala Filippo d'Acaja è comunicante con la piccola sala "Verde" sala a botte con affreschi di ignoti sulle tonalità del grigio risalenti al 1400, sala quest'ultima che si affaccia sul parco del castello

### La corte degli Acaja

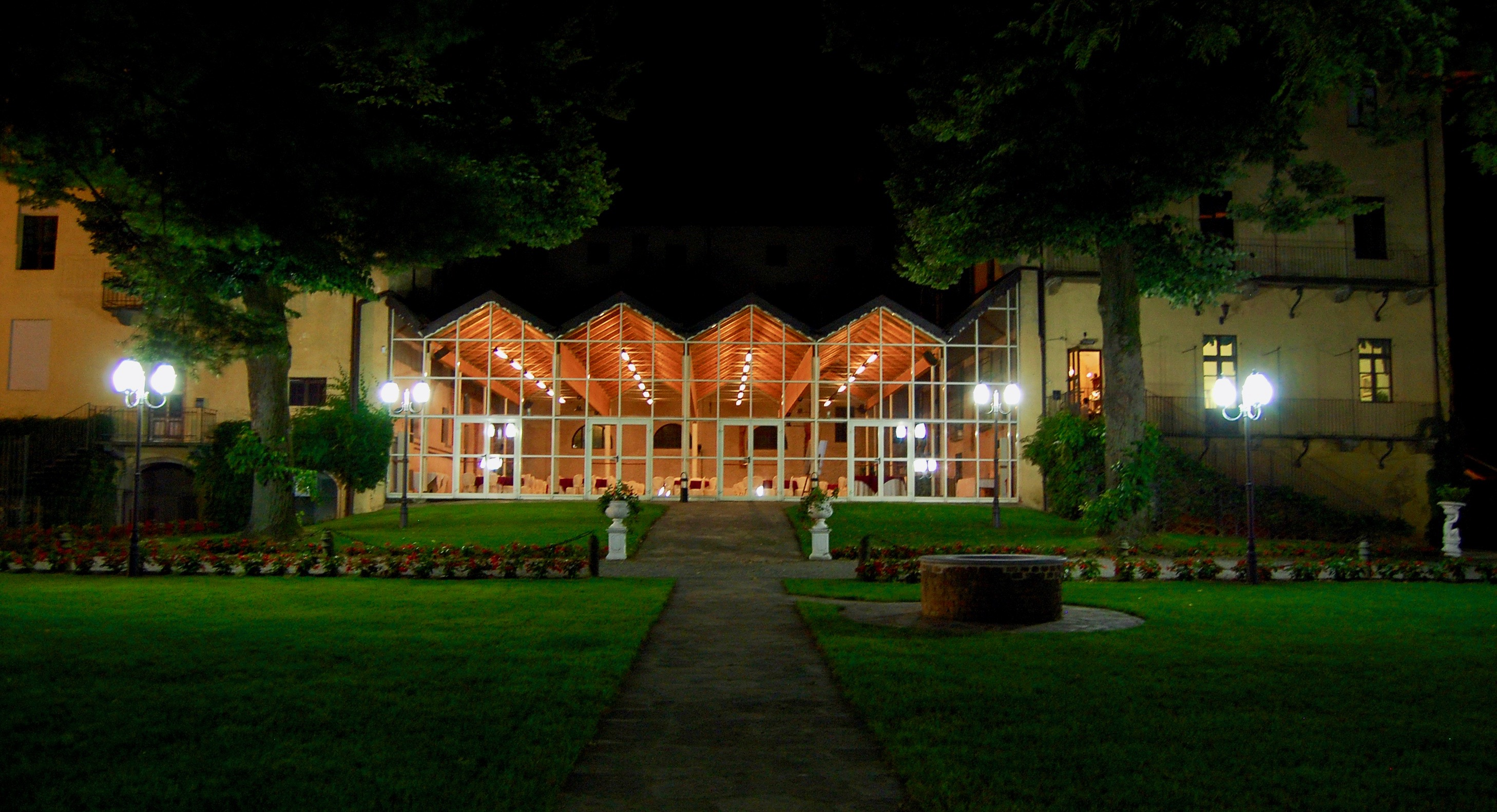
La Corte degli Acaja vista dal parco

Sulla destra del corridoio principale si trova "la corte degli Acaja" la corte del castello, anticamente dal centro della corte esisteva un tunnel sotterraneo che portava in una cascina di proprietà del Castellano che la usava per sfuggire in caso di assedio prolungato
Sul lato Nord esisteva un porticato su 3 piani con colonne affrescate che sovrastano le arcate dei portici, arcate fatte chiudere con una muratura nel 1500 da Bartolomeo Solaro
La corte è stata poi trasformata e coperta con una struttura moderna in legno, vetro e acciaio ed usata per banchetti di matrimonio, con una vetrata di oltre 20 m di lunghezza e 6 di altezza

### Le Sale Silvio Pellico

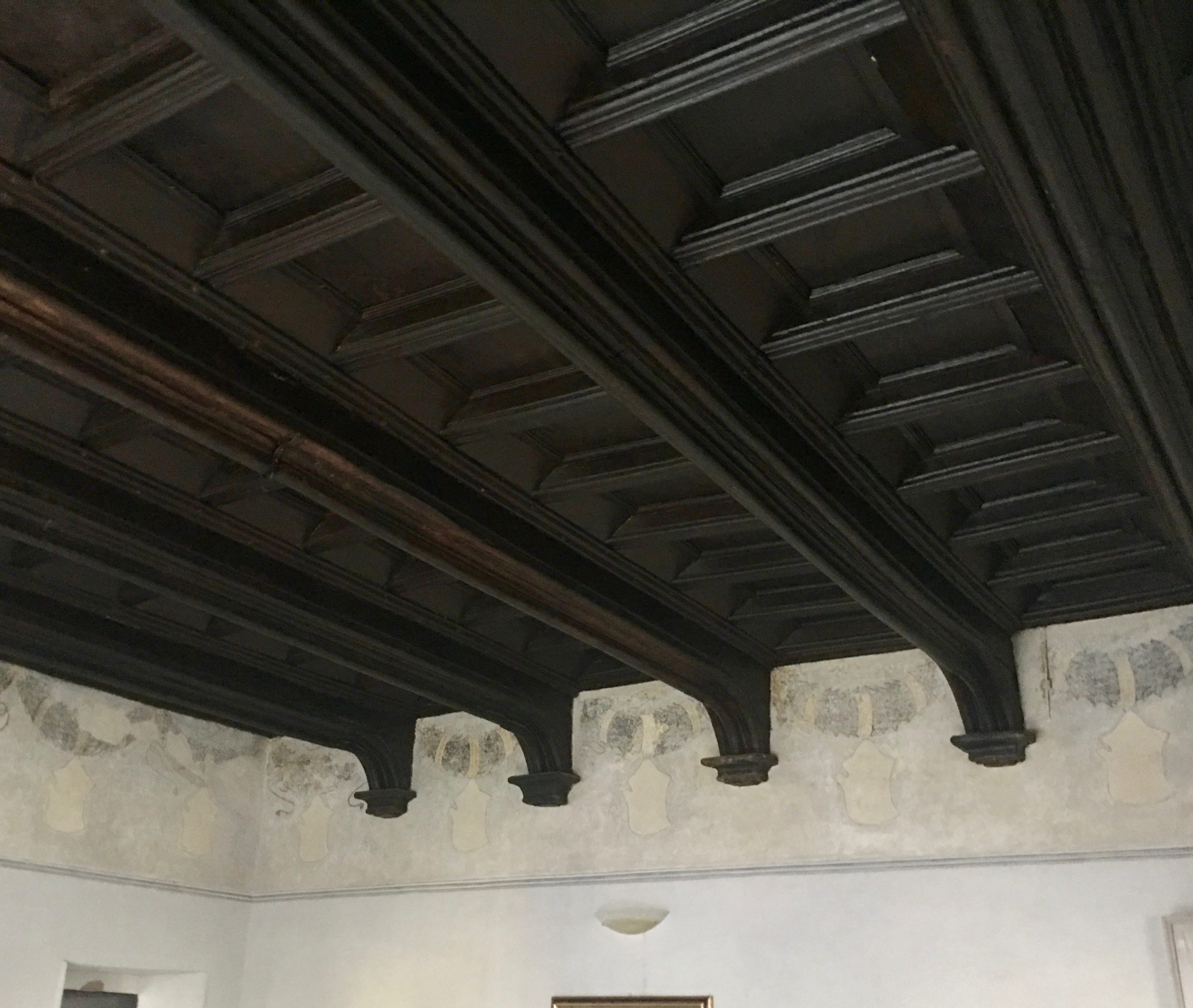
Particolare fregi e cassonetto sala Silvio Pellico

Dalla parte opposta della corte cioè l'ala sud del castello si trovano le sale Silvio Pellico cassonate in legno di noce nazionale; erano le 3 sale che hanno ospitato l'illustre compatriota durante la sua permanenza nella cittadina di Villanova Solaro nel 1830 dopo l'esperienza del carcere dello Spielberg in queste sale lesse a degli amici prima di pubblicarlo nel 1832 Le mie prigioni.
Queste sale contenevano anche la biblioteca personale della Contessa Eufrasia
Sono stati rinvenuti recentemente affreschi con fregi del 1400 contenenti simboli del Marchesato di Saluzzo

### Le Scuderie

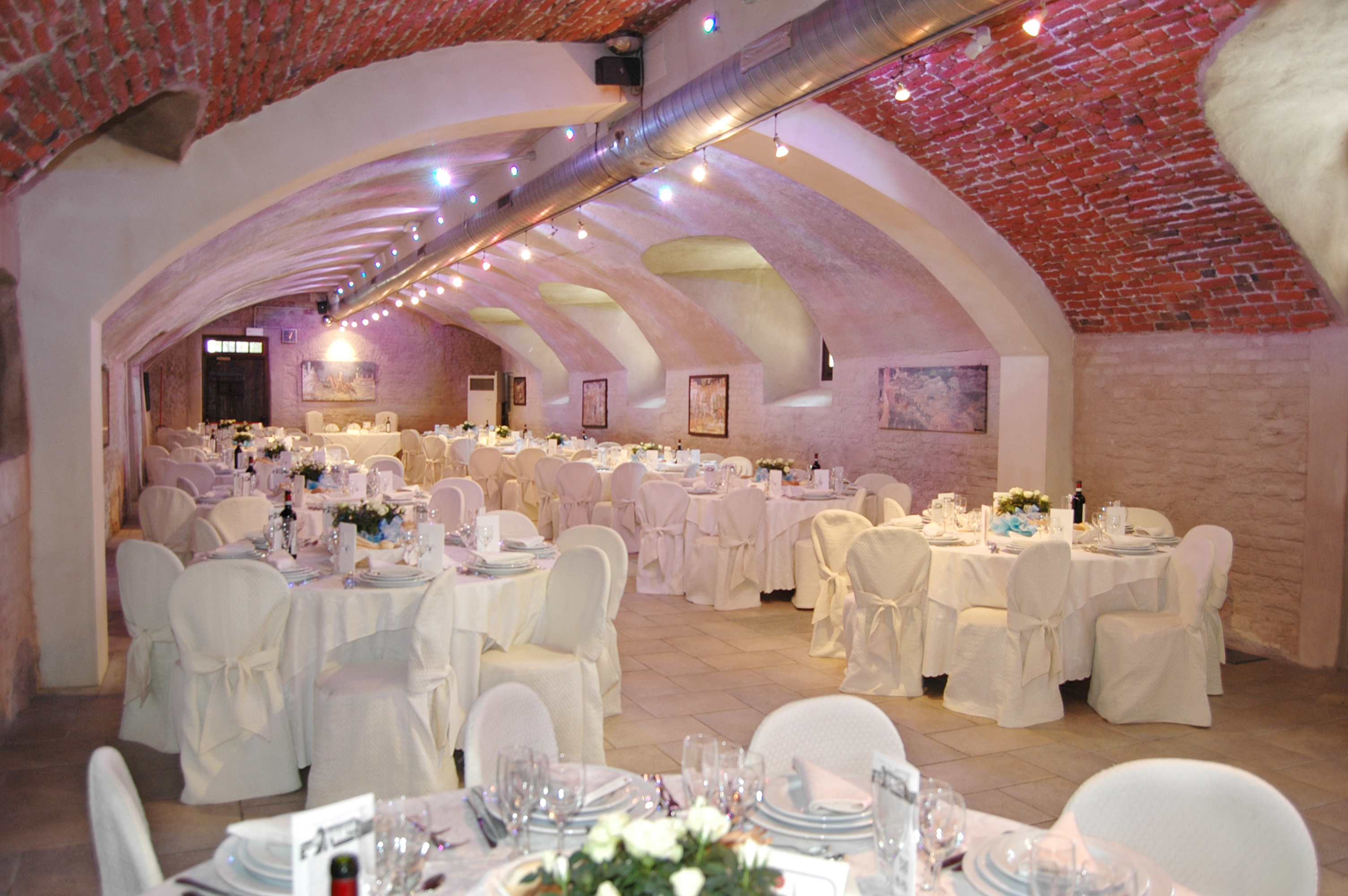
Le scuderie del castello dei Solaro

Infine sotto di esse ci sono "le scuderie dei cavalieri" antica sala a botte dove venivano tenuti i cavalli dei cavalieri a difesa del maniero, ma questo solo dal 1500 in avanti perché prima di questa data le attuali scuderie erano sommerse dall'acqua del fossato
Nel tempo sono poi diventate stalle per gli animali domestici fino alla seconda guerra mondiale oramai piene di terriccio, sono state rimesse alla luce con l'ultima ristrutturazione del 1995
Esiste nelle Scuderie ancora una sala che risulta dalle mappe ma non è mai stata aperta perché murata e mancano le sicurezze strutturali per aprire una breccia

## L'esterno

### Il parco

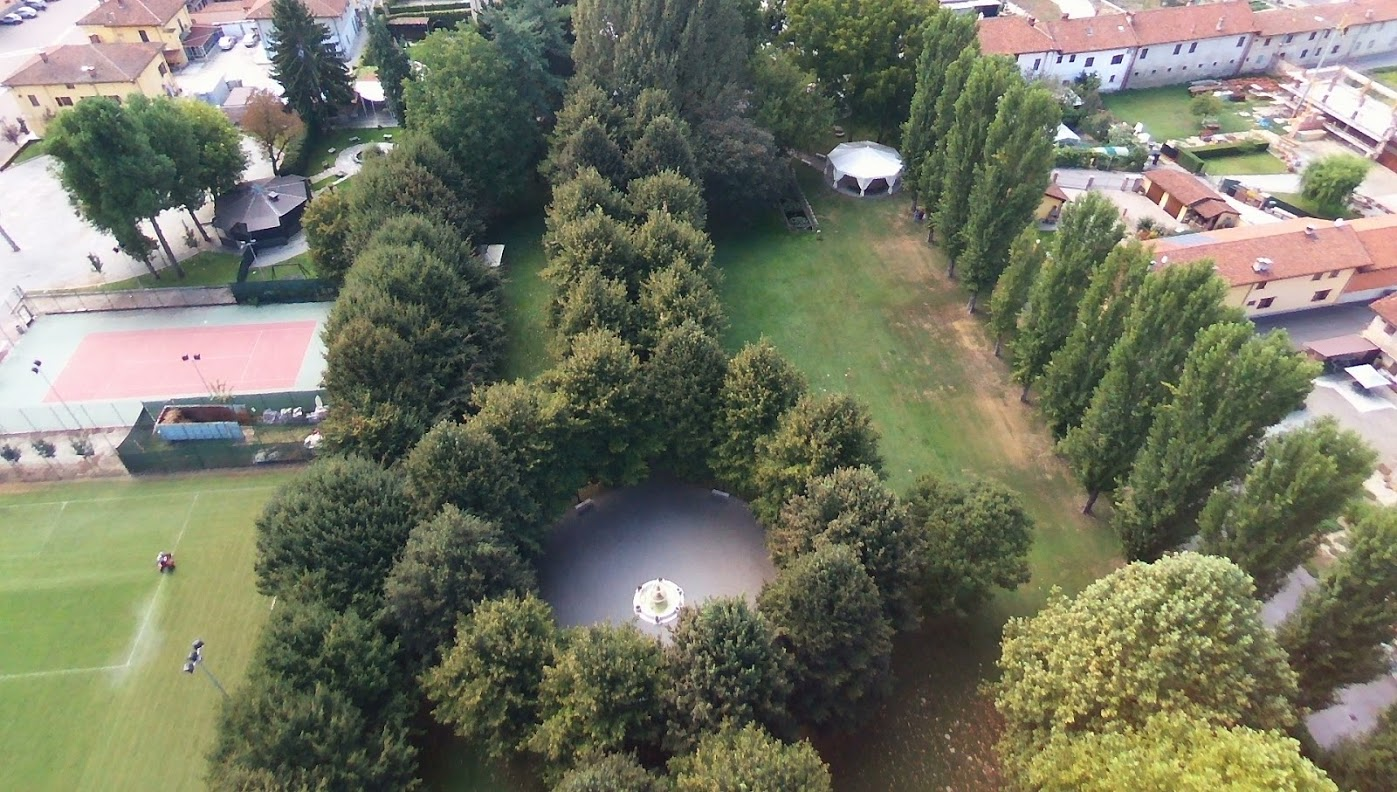
Il parco del castello dei Solaro visto dall'alto

Il parco attuale è 15000 m² ma all'epoca della contessa Eufrasia arrivava a 35000 m², negli anni '80 è stato ricavato il centro sportivo di Villanova Solaro ed ancora gioca a calcio la squadra del A.S. Villanova Solaro.
Il parco è circondato da un muro di cinta in mattoni ricavati dalla demolizione dell'ala est e delle due torri da parte della contessa nel 1830.
All'interno della cinta muraria oltre alla parte del parco dedicata al castello ci sono anche due grandi parcheggi per le auto degli ospiti della struttura ricettiva, il campo da calcio e la scuola elementare di Villanova Solaro.
Durante la ristrutturazione del 1995 è stato preso in considerazione il progetto voluto dalla contessa sia come architettura ambientale che alberi e piante rigorosamente autoctone come tiglio, rovere, noce, sambuco e acacia.
Esistono comunque anche noci americane, abeti e pini piantati negli anni 60 per avere sovvenzioni dalla forestale.

### Il viale

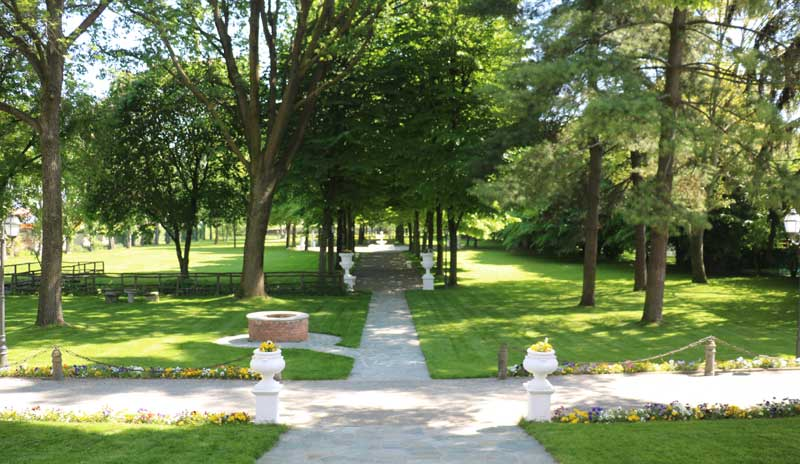
Il viale del castello dei Solaro

Il viale al centro del parco è composto da 34 tigli, quelli attuali sono stati piantumati nel 1995 quando è iniziata la grande ristrutturazione per trasformare l'oramai prato per semina da fieno in parco adatto alle cerimonie del XXI secolo.
Durante la seconda guerra mondiale per rifornirsi di legna da ardere per i freddi inverni gli abitanti del luogo abbatterono tutto il viale tranne due tigli che ergono ancora maestosi, alberi che oramai avevano oltre un secolo essendo stati piantati dalla contessa Eufrasia nel 1828.
È stato ripreso l'antico progetto della contessa con il viale di tigli che al centro del parco forma un grande rondò, il tutto è pavimentato con pietroline di color grigio del vicino torrente Varaita oppure lastricato con pietra di Luserna.

### Il laghetto

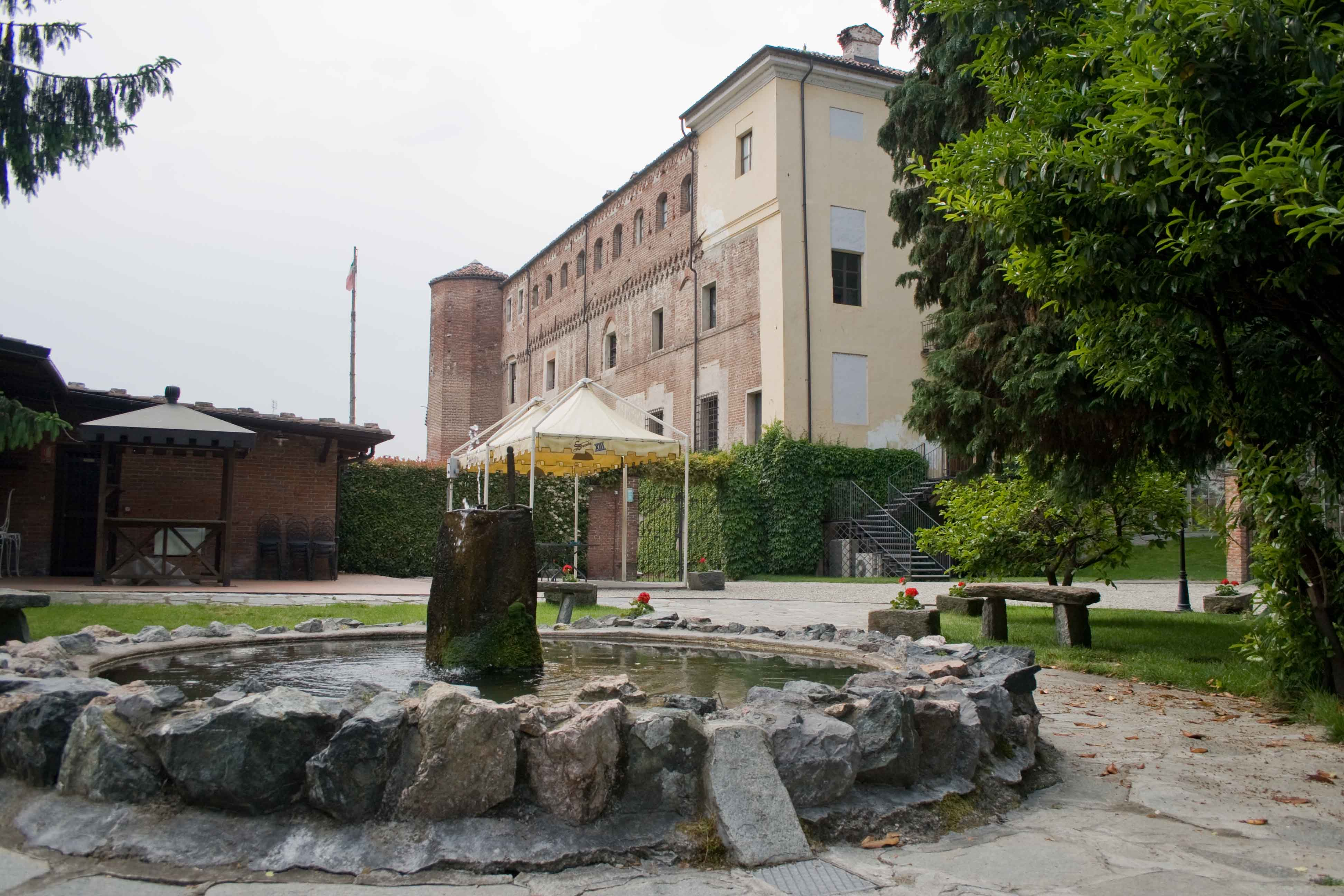
Castello dei Solaro lato laghetto

Anticamente passava un piccolo torrente all'interno delle mura del castello che fino al 1500 è stato utilizzato per riempire il fossato del castello, poi è stato usato soprattutto dai cittadini di Villanova Solaro per lavare i panni, infatti ci sono ancora delle pietre intagliate con la forma delle ginocchia per fare in modo di non fare scivolare le lavanderine quando erano chinate a fregare gli abiti.
È rimasto ancora un piccolo canale con acqua per lo più ferma adatta alla fioritura delle ninfee ed in fondo al parco un piccolo laghetto artificiale creato soprattutto per le foto di rito nei matrimoni.

### L'arredamento

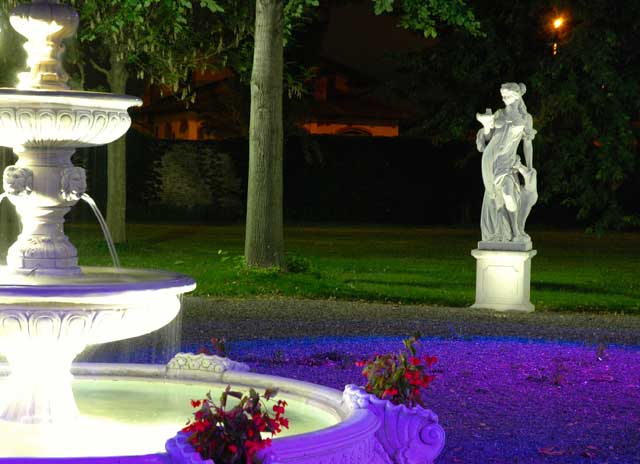
Il parco del castello dei Solaro in notturna

Purtroppo il parco voluto dalla contessa Eufrasia è stato completamente smantellato durante la seconda guerra mondiale per cui tutto quello che si trova ora è stato aggiunto durante la ristrutturazione del 1995, è stata rimessa una fontana al centro del rondò come nel progetto originale antico però aggiunto quattro grandi statue in marmo raffiguranti le 4 stagioni a suo contorno, inoltre numerose anfore e statue minori sono sparse un po' dappertutto.

## Gallery

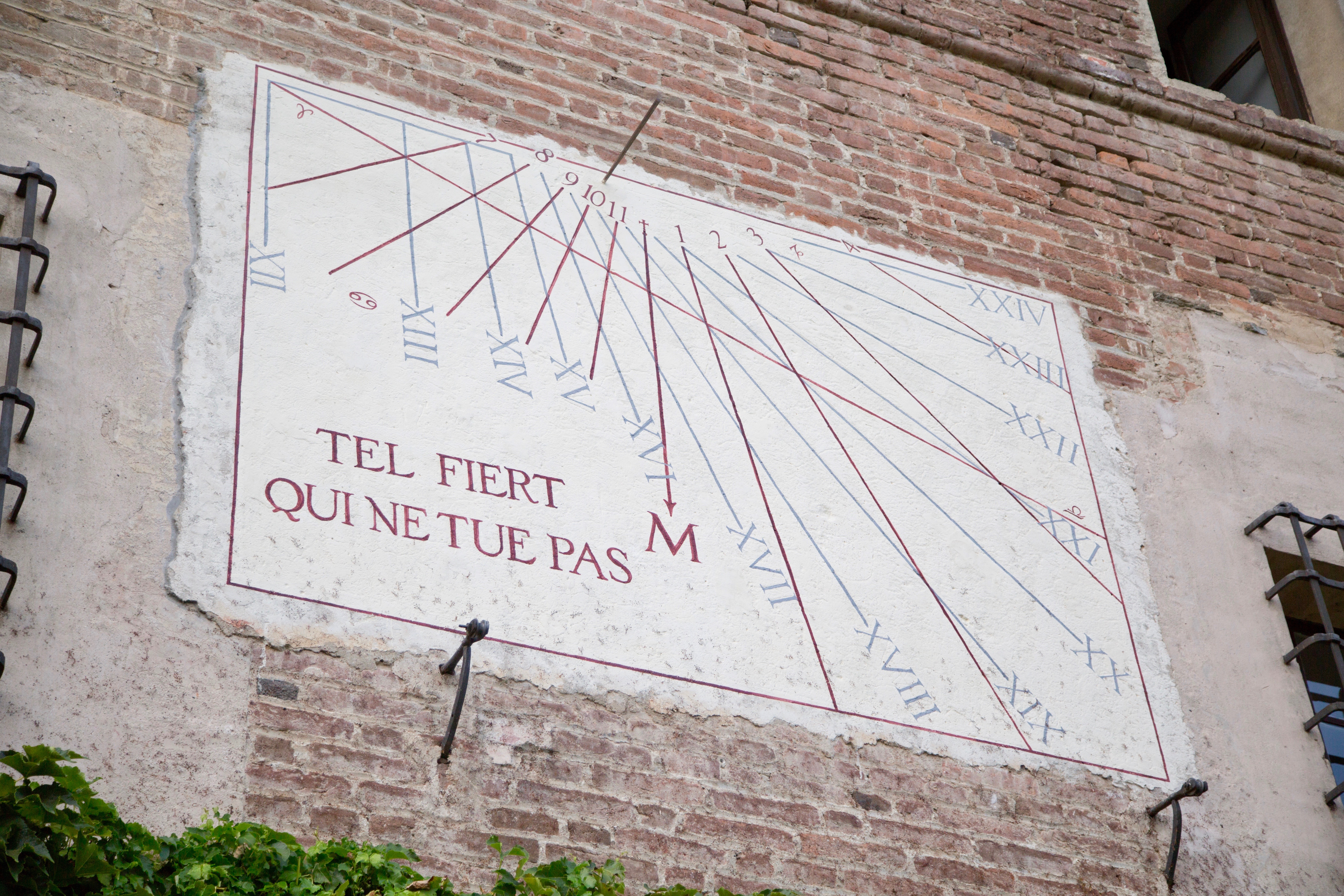
La meridiana sulla facciata sud

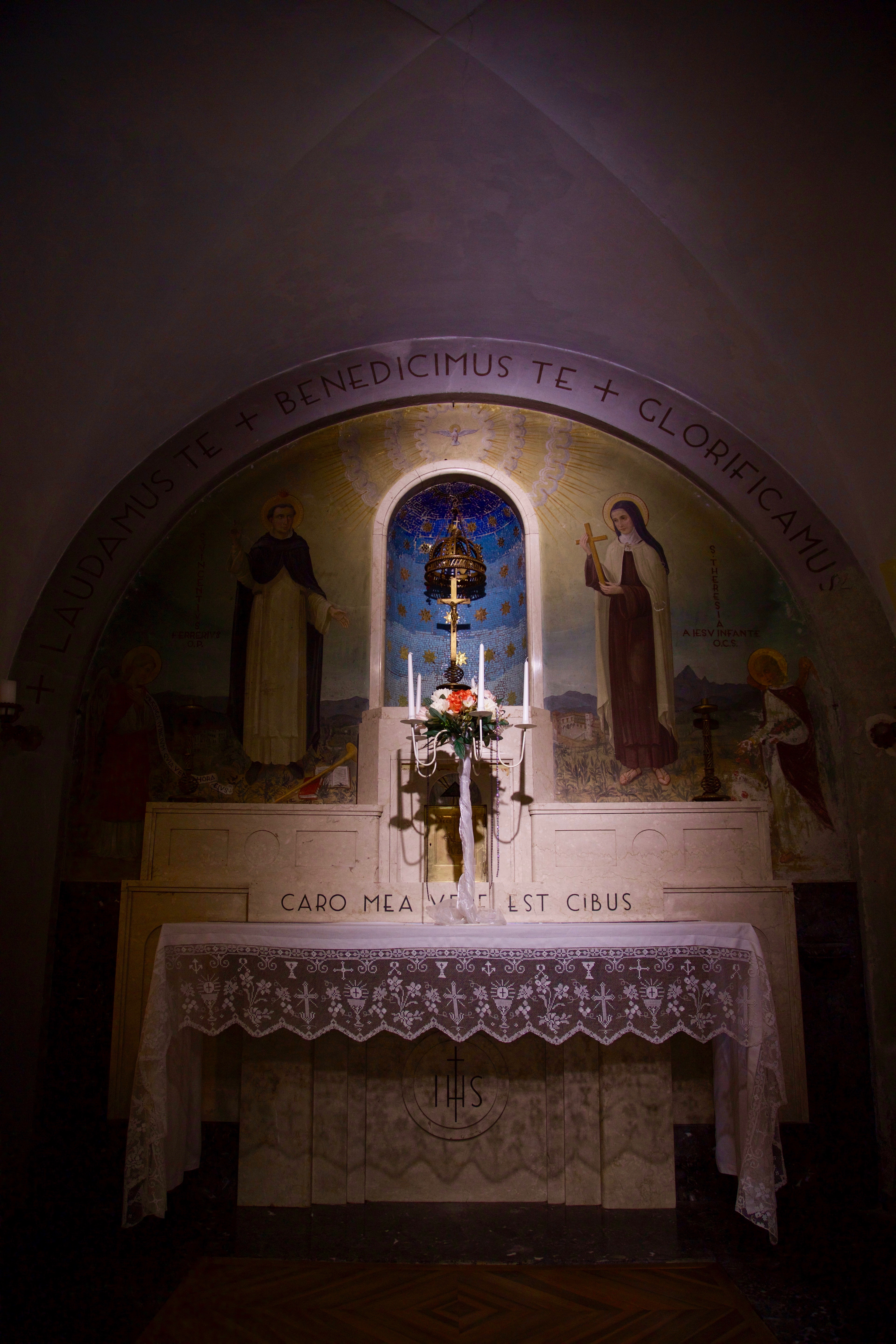
Particolare dell'altare della chiesa